# Arteaga (Coahuila)
Arteaga ist ein Ort mit gut 15.000 Einwohnern im Südosten des mexikanischen Bundesstaats Coahuila; er ist Verwaltungssitz des gleichnamigen, ca. 30.000 Einwohner zählenden Municipio und seit dem Jahr 2012 als Pueblo Mágico eingestuft.

## Lage und Klima
Arteaga liegt im gebirgigen Osten des Bundesstaates Coahuila in einer Höhe von ca. 1680 m. Die Entfernung zur westlich gelegenen Großstadt Saltillo beträgt etwa 15 km (Fahrtstrecke); die Millionenstadt Monterrey befindet sich knapp 90 km nordöstlich. Das Klima ist eher trocken; Regen (ca. 400–600 mm/Jahr) fällt eigentlich nur im Sommerhalbjahr, doch fällt im Winter an manchen Tagen auch Schnee. 

## Bevölkerung
| Jahr      | 2000  | 2020   |
| Einwohner | 6.362 | 15.534 |

Die Bevölkerung besteht in der Hauptsache aus Indios und Mestizen. Umgangssprachen sind zumeist Nahuatl und Spanisch.

## Wirtschaft
Noch bis in die erste Hälfte des 20. Jahrhunderts lebte die Bevölkerung weitgehend als Selbstversorger von ein wenig Landwirtschaft und Viehzucht. Die Forstwirtschaft war ein wichtiger Wirtschaftszweig, wurde aber gegen Ende des 20. Jahrhunderts eingestellt.

## Geschichte
Im Jahr 1580 wurde der Ort für Siedler aus Tlaxcala als San Isidro de las Palomas gegründet. Bis zum Jahr 1866 gehörte er zur Stadt Saltillo, dann erhielt er zu Ehren des Generals José María Arteaga Magallanes seinen neuen Namen.

## Sehenswürdigkeiten
- Die Iglesia de San Isidro Labrador de las Palomas wurde im Jahr 1790 in spätbarockem Stil erbaut; der stärker gegliederte Glockenturm (campanario) scheint etwas später entstanden zu sein. Das Kirchenschiff ist gewölbt.[3]
- Der Palacio municipal ist eingeschossiger Bau mit Glockengiebel aus der Kolonialzeit.
- Die Fotoausstellung in der Casa Carranza erinnert an Die Zeit der Mexikanischen Revolution (ca. 1910–1920).

Umgebung
- Der im Jahr 2000 eingerichtete Nationalpark Cumbres de Monterrey befindet sich etwa 50 km östlich.